# Wendelinuskapel (Lieg)
De Wendelinuskapel (Wendelinuskapelle) is een aan de heilige Wendelinus gewijde wegkapel aan de L 108 bij Lieg, een plaats in de Duitse deelstaat Rijnland-Palts.

## Geschiedenis

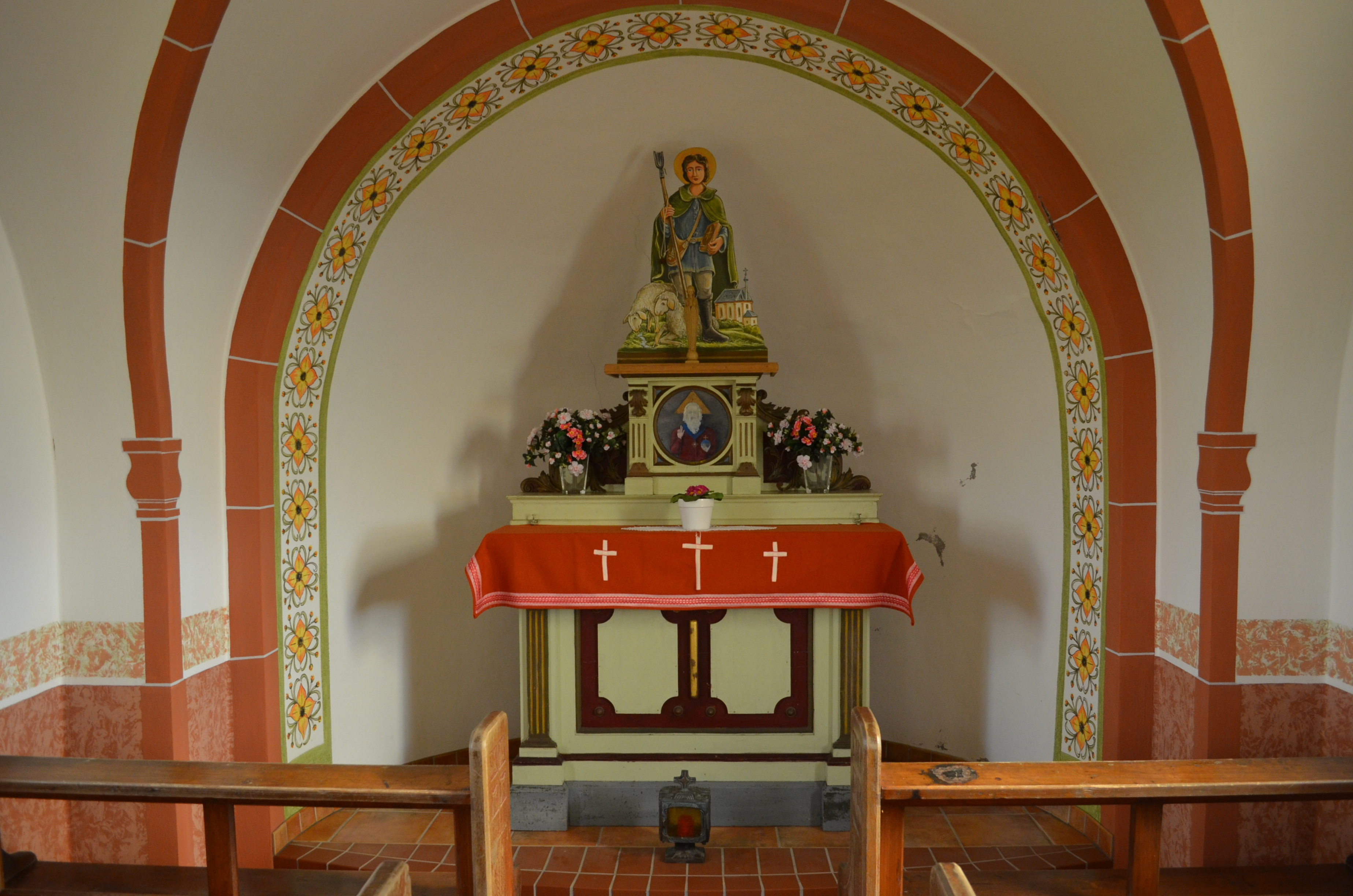
Het altaar van de kapel

In 1907 werd op de plaats van een oudere kapel, die in een slechte staat verkeerde, begonnen met de bouw van een nieuwe Wendelinuskapel. Op 25 oktober 1908 werd deze nieuwbouw door de plaatselijke pastoor in aanwezigheid van de pastoors uit de omliggende plaatsen ingewijd.
Toen in 1924 de relieken van de heilige Wendelinus in St. Wendel ter verering werden tentoongesteld, verzocht de pastoor van Lieg om een relikwie van de patroonheilige. Het verzoek werd ingewilligd en op 12 oktober 1924 kwam het verzegelde kistje met daarin het reliek van de heilige in Lieg aan. De pastoor liet een reliquiarium maken en organiseerde met instemming van Trier een processie vanuit de parochiekerk van Lieg naar de kapel. Ook de naburige parochies namen in groten getale aan de plechtigheid deel. Het werd zo'n groot succes dat daarna werd besloten om de plechtigheid jaarlijks te herhalen. Omdat het weer echter in oktober te onberekenbaar was, verplaatste men de viering na twee jaar naar de 2e zondag van september.
Volgens de traditie offerde men bij de geboorte van een kalf (Wendelinus is de patroonheilige van de veehouders) een rijksmark in de kapel. Zo werden er vaak grote sommen geld ingezameld. In de zomer van 1935 werd de kapel bezocht door inbrekers. Tijdens de inbraak roofden de dieven het offerblok met het geofferde geld. Een inwoner van Lieg maakte daarna van een granaat uit de Eerste Wereldoorlog een nieuw offerblok. Het nieuwe offerblok werd in de muur ingemetseld en weerstond vervolgens meerdere pogingen tot diefstal. Enkele dieven koelden hun woede op de kapel, nadat het hen niet lukte het offerblok open te breken en richtten daarbij grote vernielingen aan. Ook werd herhaaldelijk een beeld van de heilige Wendelinus uit de kapel gestolen. Steeds weer werden de beelden vervangen, maar lang bleven ze nooit. 
Tegenwoordig wordt het altaar versierd met een op hout geschilderde voorstelling van de heilige. De kapel werd in de jaren 1999-2000 gerenoveerd. Het bestaande gewelf werd toen vervangen door een kruisgewelf en de kapel kreeg een nieuwe beschildering. In september vond de nieuwe wijding van de kapel plaats.  
Ook tegenwoordig wordt nog elk jaar op de tweede zondag in september het feest van Wendelinus gevierd. Onder begeleiding van muziek begeeft zich op die dag een processie van de parochiekerk naar de kapel. Vanuit de dorpen Lahr en Petershausen komt dan tegelijkertijd een processie naar de kapel. Het zijn de enige dorpen die deze traditie hebben bewaard. 

## Vensters

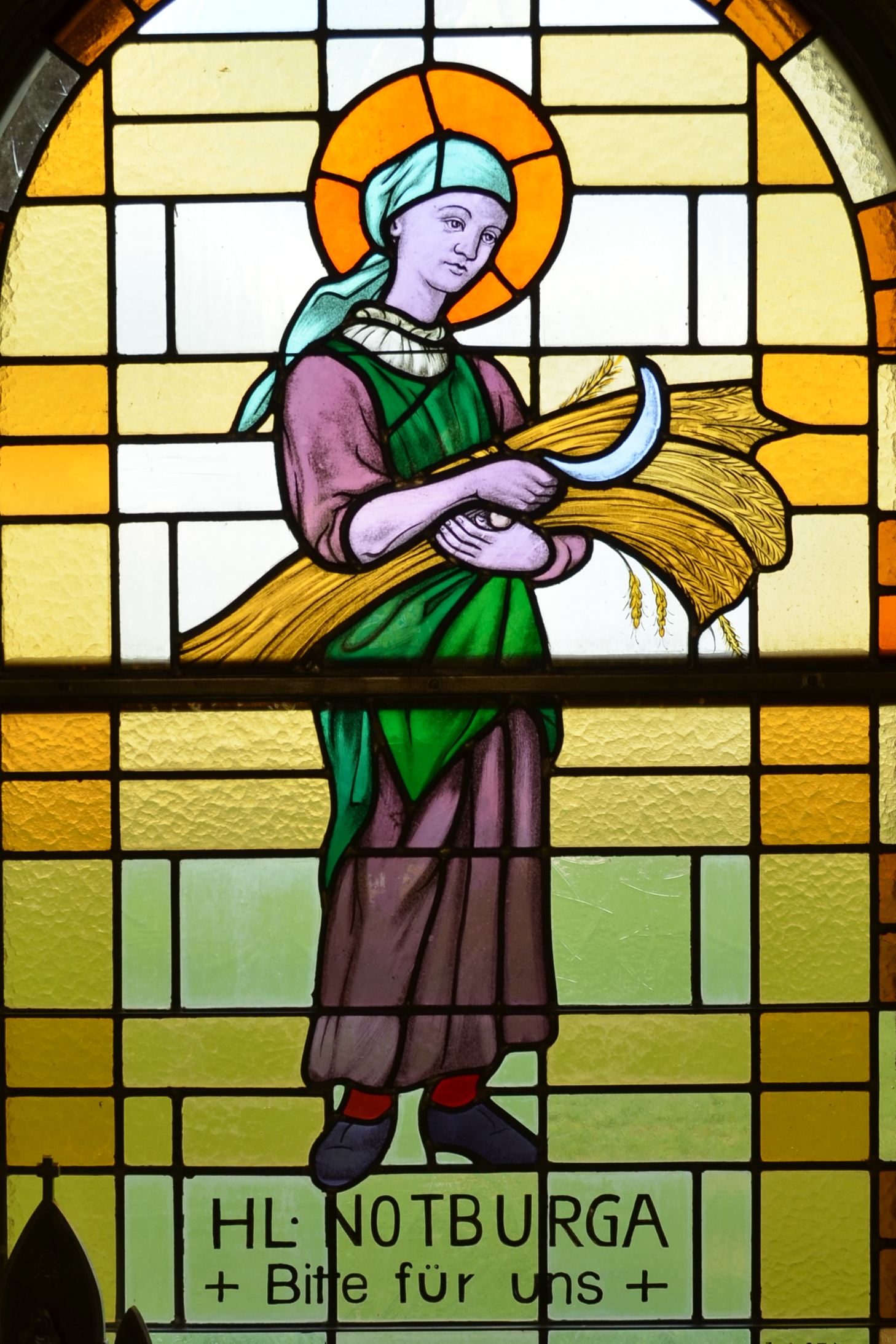
Venster hl. Notburga van Eben
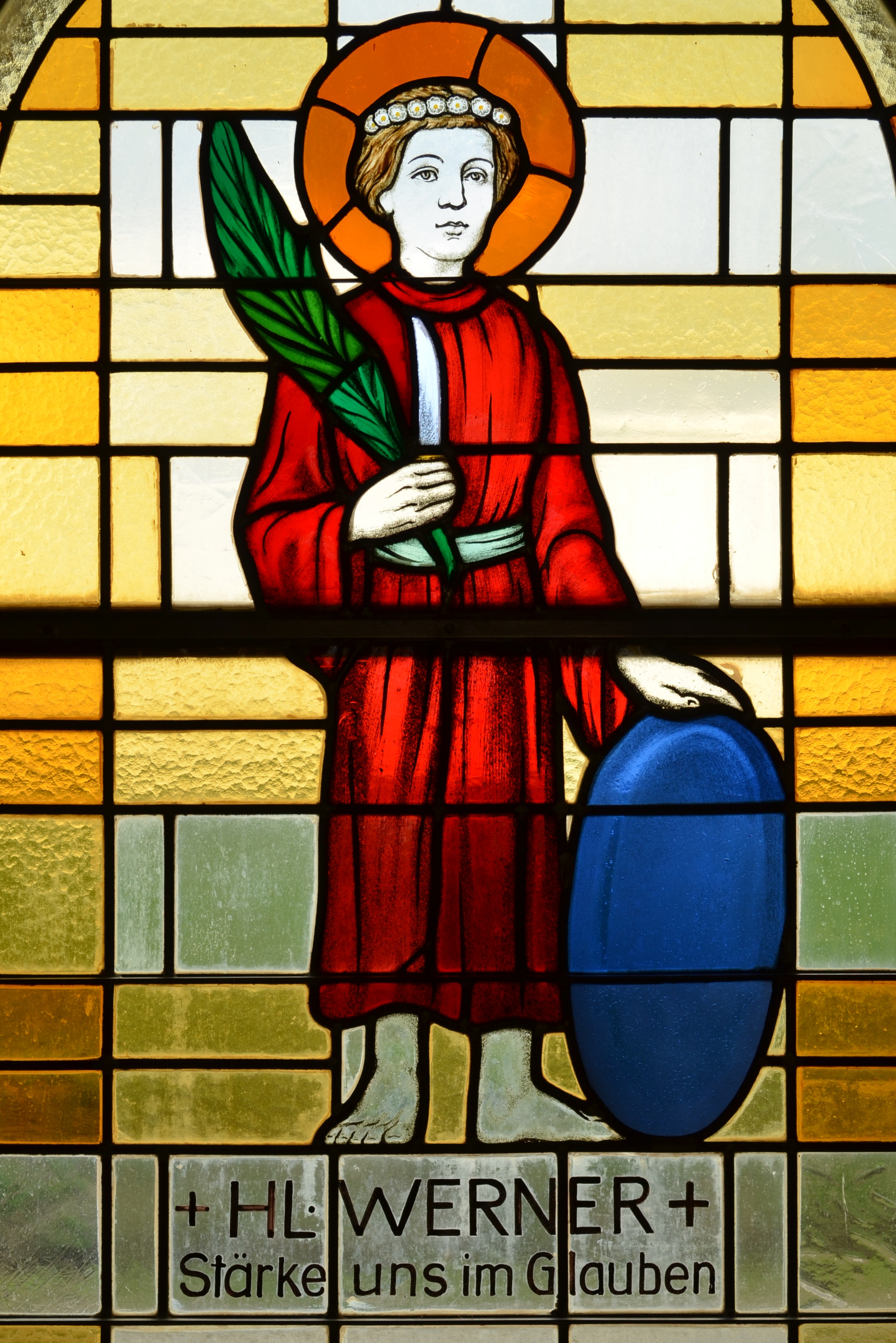
Venster Werner van Oberwesel

## Bron
- (de)  Website Pfarreiengemeinschaft Treis-Karden